# Franco Reitano
Franco Reitano (Fiumara, 5 settembre 1942 – Milano, 12 luglio 2012) è stato un compositore e paroliere italiano.

## Biografia
Era il fratello maggiore del cantautore Mino Reitano, per il quale ha composto diversi brani. Ha scritto canzoni anche per Ornella Vanoni, Mina, Claudio Villa, Paolo Mengoli, Sylvie Vartan e molti altri.
È nato a Fiumara, in provincia di Reggio Calabria. Nel 1955 nasce la sua prima band, composta dalla sua famiglia e chiamata Orchestra Fata Morgana dei fratelli Reitano. Il gruppo, formato da cinque elementi, dura poco. I fratelli decidono quindi di trasferirsi al nord, in Germania Ovest, dove vengono scritturati per delle serate in alcuni locali tra i quali lo Star Club, nel quale si esibiscono insieme a un gruppo che si chiama Silver Beetles, che in seguito diventerà The Beatles. Dopo anni passati in Germania i fratelli tornano in Italia dove il gruppo nel 1960 cambia nome, e diventa Franco Reitano and his Brothers, e incide dischi con la casa discografica Fonit Cetra dal titolo Non sei un angelo e Tu sei la mia luce.
Muore all'Istituto Nazionale dei Tumori di Milano; riposa a fianco del fratello nel cimitero di Agrate Brianza, comune di residenza della famiglia Reitano.

## Canzoni scritte da Franco Reitano
Nell'elenco è indicato il primo interprete che ha inciso la canzone
| Anno | Titolo                           | Autori del testo                                     | Autori della musica                | Interpreti                   |
| ---- | -------------------------------- | ---------------------------------------------------- | ---------------------------------- | ---------------------------- |
| 1963 | Silvanetta                       | Antonio Esposito                                     | Franco e Mino Reitano              | Mino Reitano                 |
| 1963 | Twist Time                       | Antonio Esposito                                     | Franco e Mino Reitano              | Mino Reitano                 |
| 1968 | Un uomo solo...                  | Alberto Salerno                                      | Franco e Mino Reitano              | Mino Reitano                 |
| 1968 | Una chitarra, cento illusioni    | Nisa                                                 | Franco e Mino Reitano              | Mino Reitano                 |
| 1968 | Avevo un cuore                   | Alberto Salerno                                      | Franco e Mino Reitano              | Mino Reitano                 |
| 1969 | Meglio una sera piangere da solo | Alberto Salerno e Nisa                               | Franco e Mino Reitano              | Mino Reitano e Claudio Villa |
| 1969 | Non aver nessuno da spettare     | Maurizio Costanzo, Fiorenzo Fiorentini, Mino Reitano | Franco e Mino Reitano              | Mino Reitano                 |
| 1969 | Più importante dell'amore        | Vito Pallavicini                                     | Franco e Mino Reitano              | Anna Identici                |
| 1969 | Ottovolante                      | Donata Giachini e Tony Martucci                      | Franco e Mino Reitano              | Alberto Anelli               |
| 1969 | Daradan                          | Vito Pallavicini                                     | Franco e Mino Reitano              | Mino Reitano                 |
| 1969 | Ho giocato a fare il povero      | Claudio Daiano                                       | Franco e Mino Reitano              | Mino Reitano                 |
| 1970 | La pura verità                   | Francesco Specchia                                   | Franco e Mino Reitano e Leo Ceroni | Mino Reitano                 |
| 1978 | Keko il tricheco                 | Cino Tortorella e Bianca Pitzorno                    | Franco e Mino Reitano              | Mino Reitano                 |
| 1981 | Che bella sera                   | Mike Bongiorno e Ludovico Peregrini                  | Franco e Mino Reitano              | Mino Reitano                 |